# Upsilon1 Centauri
Upsilon1 Centauri (υ1 Cen, υ1 Centauri) é uma estrela na constelação de Centaurus. Tem uma magnitude aparente visual de 3,87, sendo visível a olho nu exceto em locais com poluição luminosa excessiva. De acordo com sua paralaxe, está localizada a aproximadamente 427 anos-luz (131 parsecs) da Terra.
Upsilon1 Centauri tem um tipo espectral de B2IV-V, o que significa que é uma estrela de classe B entre os estágios de sequência principal e subgigante. Possui uma massa equivalente a 7,9 vezes a massa solar, raio de 3,7 raios solares e está brilhando com 2 400 vezes a luminosidade solar. Sua atmosfera irradia essa energia a uma temperatura efetiva de 21 411 K, conferindo à estrela coloração azul-branca, típica de estrelas de classe B. É possivelmente uma estrela variável do tipo Beta Cephei.
Pertence ao subgrupo Centaurus Superior-Lupus da Associação Scorpius–Centaurus, a associação OB mais próxima do Sol. Sua idade, determinada a partir de modelos evolucionários, é de 13 milhões de anos. Não possui estrelas companheiras conhecidas. Possui uma velocidade peculiar de 14,3 ± 2,0 km/s, não sendo suficiente para ser considerada uma possível estrela fugitiva.